# Нангпаї-Госум
Нангпаї Госум (Чо Айю, Пасанг Ламу пік) (7351 м) — вершина хребта Махалангур-Гімал, в центральній частині Гімалаїв, найвищий пік за 5 км на захід- північний захід від Чо-Ойю (8201 м). Розташована на кордоні Непала і  Тибету.  77-мий за висотою пік світу. Нангпаї Госум утворює східну стіну перевалу Нангпа Ла (5716 м), обледенілі перевали західніше Чо-Ойю, де тибетці традиційно переходили в Непал. На північній стіні гори можна розгледіти зображення гігантського білого павука розміром близько 600 метрів. Назва Пасанг Ламу пік дано на честь непальця, загиблого в 1993 р. при спуску з Евереста. 
 

Вершини масиву Нангпаі Госум:
- 'Нангпаї Госум I' — північна — 7351 м
- 'Нангпаї Госум II' — східна — 7296 м
- 'Нангпаї Госум III' — південна — 7240 м

## Ресурси Інтернету
- семитисячник (нім.)
- Гімалайський журнал
- Азія Непал 2008 — Частина перша
- Nangpai Gosum